# Ladern-sur-Lauquet
Ladern-sur-Lauquet é uma comuna francesa na região administrativa de Occitânia, no departamento de Aude. Estende-se por uma área de 24,64 km². Em 2010 a comuna tinha 277 habitantes (densidade: 11,2 hab./km²).